# FDF Skjern
FDF Skjern er en del af Frivilligt Drenge- Og Pige-Forbund, FDF.

## Historie
FDF Skjern blev stiftet den 26. september 1911. To lærere ved Byskolen (Søndergaard-Jacobsen og Hermansen) følte der manglede en forening for drenge i byen. Det startede ganske beskedent med 31 indmeldte drenge. Man havde møde hver 14. dag, gymnastik hver uge samt musikøvelser et par aftener om ugen. I efteråret var der plads til marchøvelser. For at skaffe penge til nogle horn blev der afholdt koncert i byen. I August 1912 havde man den første længere tur. Med fuld musik og ny fane i spidsen gik man til Venø bugt over Brejning, Holstebro og Hjerm. Hjemturen blev dog med tog til Ringkøbing, hvorfra man så gik til Skjern. Ved FDF Skjern’s 60 års jubilæum kunne landsforbundet formand konstatere, at FDF Skjern var et sted man blev varmt modtaget og trods medgangs- og modgangstider i forbundet har kredsen været stabil og respekteret for sit store arbejde. Tidligere kredsfører Laurids Hansen (1946-1970) fortæller således: Kredsens første formand var Troels Christensen, der sammen med kredsens stifter og kredsfører Søndergaard-Jacobsen, L. Knudsen M. Joh. Knudsen og J.M. Stobbe dannede den første bestyrelse. 
Ved 50-års jubilæet i 1961 blev Søndergaard-Jacobsen og nu afdøde J.M. Stobbe udnævnt til æresmedlemmer i kredsen. I forvejen var fhv. bankbestyrer P. Ingolf Christensen æresmedlem. Gennem to lange perioder som kredsfører havde han kredsens første tyve år været med til at sætte sit uudslettelige præg på kredsens udvikling. Med landsforbundets hovedbestyrelse var han ikke altid enig, men hans frie livssyn har uden tvivl præget FDF Skjern, så kredsen blev et samlingssted for drenge fra alle samfundslag og folkekirkelige retninger. På kredsførerposten i de forløbne seks årtier har desuden lærer Astrup, Chr. Christiansen, Hans Kruse, P. Haahr og Karl Fjord hver for sig været med til at præge kredsen. L.P. Lauritsen virkede i mange år som formand for bestyrelsen og samtidig i en kort periode som konstitueret kredsfører. Han bkev hædret med landsforbundets hæderstegn i guld. Endvidere har Johs. Beiter, Karl Fjord og A. Søndergaard siddet som formænd for skiftende bestyrelser. Mange, mange flere aktive ledere har været med til at præge kredsens arbejde i de første 60 år.

## Dejbjerggaarden
En af de store begivenheder i FDF Skjern’s historie er opførelsen af lejrbygningen Dejbjerggaarden. Den er opført i den sydlige del af Dejbjerg Plantage, på den grund, som blev købt i 1959. I 1964 gik man med planer om byggeri, og en tidligere Skjern-FDF’er, Ole Søndergaard, tegnede lejren. Byggeriet blev påbegyndt i 1964 og i forsommeren 1967 kunne Dejbjerggaarden tages i brug. Lejren var opført næsten udelukkende ved frivillig arbejdskraft, for mange af byens håndværkere og fædre gav mange timer til dette arbejde.